# 平頂村
平頂村（英語：Ping Ting Village），位於香港九龍黃大仙區斧山西南，彩虹村以北，上元嶺以南，牛池灣西北地區。由於鄰近牛池灣鄉，故易於被誤為牛池灣鄉一部分。平頂村已於1990年完全清拆，現址為斧山道運動場及斧山道游泳池。